# Műugrás és toronyugrás

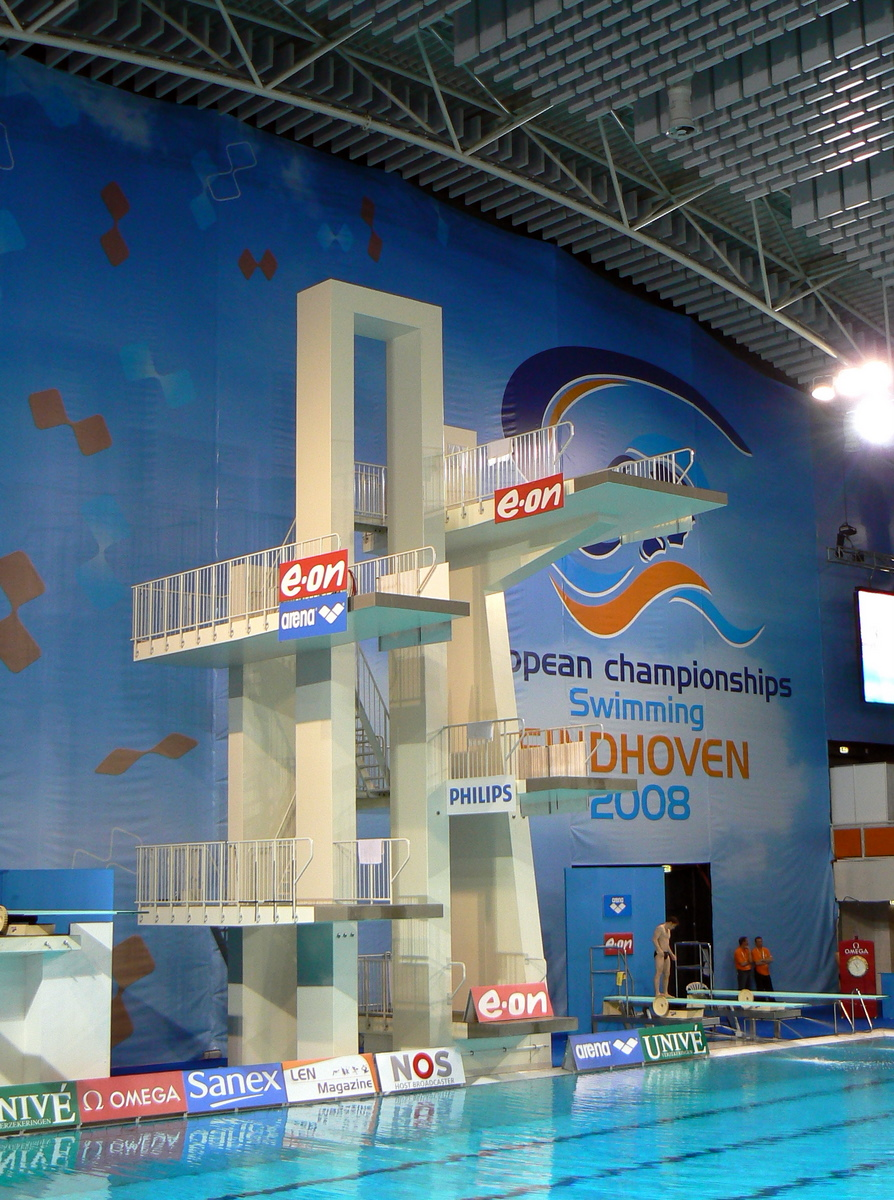
Korszerű mű- és toronyugrás helyszín

A mű- és toronyugrás vízi sport, amelynek során a versenyzők rugalmas ugródeszkáról, vagy szilárd felületről ugranak a vízbe, különböző magasságokról és különböző nehézségű szaltók és/vagy forgások bemutatása közben. A versenyzők mindig fejjel előre, előre tartott kezekkel érnek a vízbe, a cél a függőleges érkezés és a minél kisebb csobbanás. Műugráskor az ugródeszkák 1 méter vagy 3 méter magasságban vannak a víz felületétől, míg toronyugrás esetén szilárd felületről ugranak el, általában 10 méter magasságból. A szólóversenyeken kívül páros, úgynevezett szinkronversenyeket is rendeznek, amikor a két versenyző ugyanazt a gyakorlatot hajtja végre (szinkronban).

## A sportág

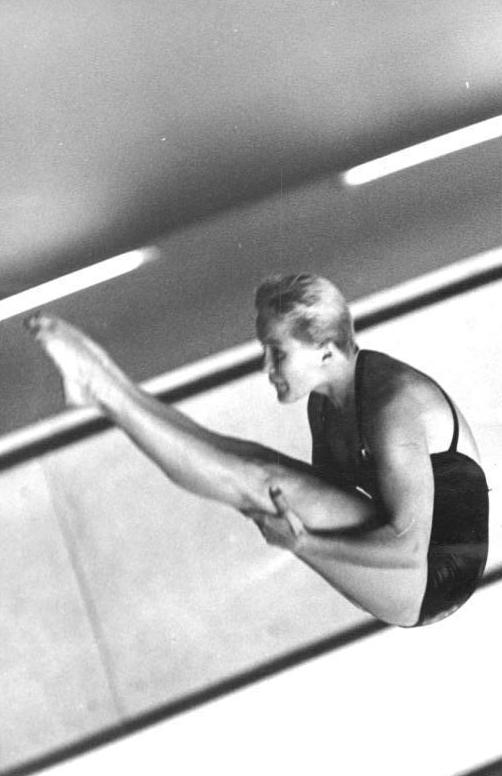
Ingrid Krämer-Gulbin 1964-ben (Köln)

A műugrás állítható rugalmasságú ugródeszkákról zajlik. A deszkák 1 méter és 3 méter magasságban lehetnek a víz felületétől. Toronyugrás esetén a versenyzők szilárd felületről ugranak el, világbajnokságokon és olimpiákon 10 méter magasságból (más versenyeken rendezhetnek 5 méteres és 7,5 méteres versenyeket is). Szinkronugráskor két versenyző ugyanazt a gyakorlatot hajtja végre, a lehető legnagyobb szinkronitással. Ritkán látható érdekesség, hogy az ugrók ugyanazt a gyakorlatot eltérő forgásiránnyal mutatják be (a szabályok megengedik).
A sportág első évtizedeiben az amerikai versenyzők voltak az egyeduralkodók, manapság pedig a kínai versenyzők uralják a világversenyeket. A mű- és toronyugró sport legnagyobb férfi versenyzőjének Greg Louganist tartják, aki olyan univerzális versenyző volt, hogy mind műugrásban, mind toronyugrásban szerzett világbajnoki és olimpiai címeket. A nők között az NDK-beli Ingrid Krämer volt hasonló kvalitású versenyző, de ő még a világbajnokságok előtti időszakban versenyzett (1950–60-as évek).
A mű- és toronyugrást világbajnokságokon (Úszó, műugró, műúszó, hosszútávúszó és vízilabda világbajnokság, angolul World Aquatics Championships) együtt rendezik a különböző úszó versenyszámok és a vízilabdázás versenyszámaival.

## Szabályok
A mű- és toronyugrás érvényes szabályait a Magyar Úszószövetség szabálykönyve tartalmazza. Ezek a szabályok minden olimpiai, világbajnoki, ifjúsági világbajnoki és világkupás versenyekre vonatkoznak. Azok az ugrók, akik a verseny évének december 31. napjáig nem töltötték be a 14. életévüket, nem versenyezhetnek olimpiai játékokon, világbajnokságokon és világkupákon.

## Korcsoportok
Valamennyi ugró abban a korcsoportban jogosult ugrani, amilyen évet betölt a verseny megrendezésének évében január 1-jétől december 31-ig:
- A-korcsoport (akik a verseny megrendezésének évében december 31-ig betöltik a 16., 17. vagy 18. életévüket);

×A-lány és A-fiú műugrás 1 és 3 méteren, toronyugrás 5, 7,5 és 10 méteren.
- B-korcsoport (akik a verseny megrendezésének évében december 31-ig betöltik a 14. vagy 15. életévüket);

×B-lány és B-fiú műugrás 1 és 3 méteren, toronyugrás 5, 7,5 és 10 méteren.
×A-B összevont korcsoport lányok és fiúk szinkronugrás 3 méteren.
- C-korcsoport (akik a verseny megrendezésének évében december 31-ig betöltik a 12. vagy 13. életévüket);

×C-lány és C-fiú műugrás 1 és 3 méteren, toronyugrás 5 és 7,5 méteren.

## Pontozás
Mű- és toronyugró versenyeken a résztvevőknek egy sor különböző, adott követelményeknek megfelelő ugrásfajtát kell bemutatniuk. Az ugrások különböző számú, előre és hátra végrehajtott szaltókból (a test kereszttengelye mentén) és forgásokból (hossztengely körüli) tevődnek össze. Az elugrás pozíciója és testhelyzete változatos, történhet helyből és nekifutással, szemben és háttal állva, vagy toronyugrásnál kézállásból is. A vízbe érkezés fejjel előre, előre tartott kezekkel történik.
A versenyzők teljesítményét nagy versenyeken hét, szinkronugrásnál kilenc pontozóbíró értékeli, akik egyenként maximálisan 10 pontot adhatnak egy gyakorlatra. A pontozó összbenyomásának megfelelően a következő osztályozási feltételek lehetnek:
| Feltétel                | Pont          |
| ----------------------- | ------------- |
| teljesen elvétett ugrás | 0 pont        |
| nem megfelelő ugrás     | 0,5 – 2 pont  |
| hiányos ugrás           | 2,5 – 4,5     |
| megfelelő ugrás         | 5 – 6 pont    |
| jó ugrás                | 6,5 – 8 pont  |
| nagyon jó ugrás         | 8,5 – 10 pont |

A sportágat szimbolizáló ikon

A minősítés során értékelik többek között az előre bejelentett ugrásfajta végrehajtását, a felugrás, a légmunka és a vízbe érkezés („csobbanás”) milyenségét. Az egyes ugrásfajták bonyolultságát nehézségi fokkal jelzik, amivel a bírói pontozás összeredményét megszorozzák.
Egyéni számok pontozásakor a titkárok kihúzzák a két legnagyobb és a két legalacsonyabb pontszámot (ha hét pontozóbíró értékel). Ha kettőnél több pontszám azonos a kihúzandóval, csak két azonos pontszám húzható ki. Amennyiben öt pontozóbíró értékel, akkor a legmagasabb és a legalacsonyabb pontszámot húzzák ki. Szinkronugrásban az egyéni kivitelezésre, valamint a szinkronitásra adott legmagasabb és legalacsonyabb pontszámot húzzák ki (ha kettő vagy több pontszám azonos a kihúzandóval, bármelyik kihúzható).
Az ugrás összpontszámának megállapításához a titkárok egymástól függetlenül összeadják a megmaradt pontokat, amit beszoroznak az ugrás nehézségi fokával. Például:

## Ugrás

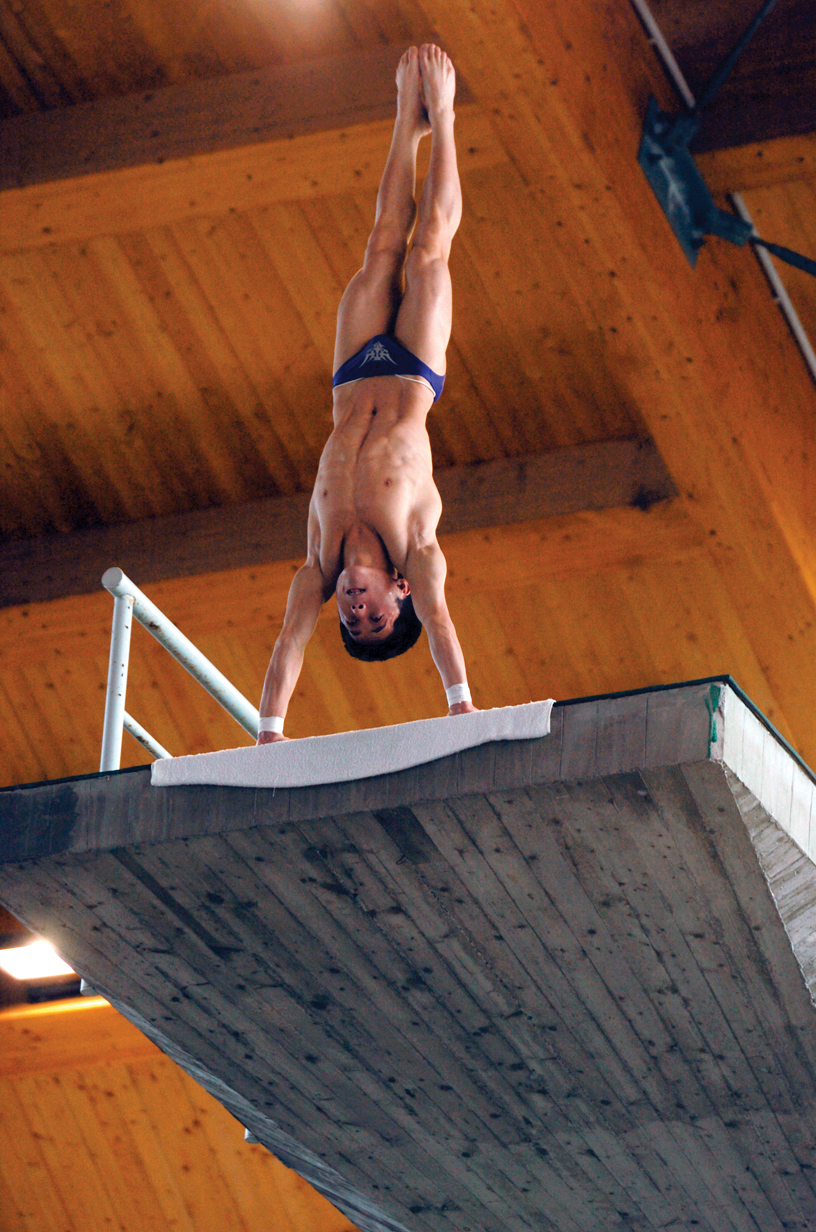
Kézállásos ugrás

A különböző ugrásokat betűk és számok kombinációjával jelölik. Az első számjegy mindig az ugráscsoportot jelzi. Az ezután álló számjegyek a csoporttól függően jelentheti a szaltók és a csavarok számát, a forgásirányt. A kód végén szereplő betű az ugrás testhelyzetére utal.

### Ugráscsoportok
Általában véve hat ugráscsoportot különböztetnek meg:
1. Előreugrások: az ugró a vízzel szemben áll ki az elugróhelyre, és elugrás után előre forog.
2. Hátraugrások: az előzővel ellentétben a versenyző háttal áll ki az elugróhelyre, és hátrafelé forog az ugrás során.
3. Auerbach-ugrások: a versenyző a vízzel szemben áll ki, majd az elugráskor hátra forog.
4. Delfinugrások: háttal áll ki a versenyző, és az elugrás után előre forog.
5. Csavarugrások: a test hossztengelye mentén történő forgások.
6. Kézállásos ugrások: a versenyző az ugrást kézenállásból indítja (csak toronyugrásnál fordul elő).

### Ugrás testhelyzetek
Az ugrások végrehajthatók:
| Nyújtott testtel (A)     |  | A nyújtott testtel végrehajtott ugrásnál a testet nem lehet sem térdben, sem csípőben behajlítani, a lábfejeknek zártnak és a lábujjaknak pedig leszorítottnak kell lenniük, a karok helyzete tetszőleges. A nyújtott testű csavarugrásoknál a csavar nem kezdhető meg sem a deszkáról, sem pedig a toronyból. |
| Csukamozdulattal (B)     |  | A csukamozdulattal végrehajtott ugrásnál a test csípőben meghajlik, de a lábak zárva, és térdben nyújtottak, a lábujjak pedig leszorítottak. A karok helyzete tetszőleges. A csuka mozdulatnak tisztán kivehetőnek kell lennie.                                                                                |
| Felhúzott térdekkel (C)  |  | A felhúzott térdekkel történő ugrásoknál a test összehúzódik, s csípőben és térdben hajlítottnak kell lennie, a térdek és a lábfejek összeszorítottak, a kéz az alsó lábszáron van, és a lábfejek le vannak szorítva.                                                                                          |
| Szabad testtartásban (D) |  | Szabad testtartásban a test helyzete tetszőleges lehet, de a lábak össze vannak szorítva, a lábfejek pedig leszorítva. |

### Merülés
A vízbemerülés minden esetben függőleges vagy a függőlegeshez közel álló nyújtott testtel történik, miközben a lábak zártak és a lábujjak nyújtottak. Minden fejjel történő vízbeérésnél a karok a fej felett, nyújtott állapotban vannak a test vonalában, és a kezek szorosan össze vannak szorítva. A lábbal történő vízbeérésénél a karok szorosan a test mellett helyezkednek el, és könyökben nem lehetnek hajlítottak. Az ugrás akkor tekinthető befejezettnek, ha az egész test a víz alá került.

## Magyar sikerek
A műugrás Magyarországon kevésbé számít hagyományosan sikeres sportágnak, de a történelem során így is született emlékezetes eredmény. A leghíresebb magyar műugró, Réthy Imre az 1948-as londoni olimpián bronzérmet szerzett férfi toronyugrásban – ez máig az egyetlen magyar olimpiai érem a sportágban. A 20. század közepén olyan versenyzők képviselték Magyarországot nemzetközi szinten, mint Ritter István vagy Sándor László, akik Európa-bajnokságokon és egyéb világversenyeken szerepeltek.
Napjainkban a magyar műugrás elsősorban az utánpótlásra és a sportág fenntartására koncentrál. Fiatal tehetségek, mint Rekovics Réka és Kovács Benedek képviselik az országot nemzetközi utánpótlásversenyeken. A sportág központja Budapest, különösen a Duna Aréna, amely modern edzés- és versenylehetőségeket biztosít.

## Mű- és toronyugró világversenyek győztesei

### Olimpiák

#### Férfi versenyszámok
| Év, helyszín        | 3 m műugrás                                                 | 3 m műugrás     | 10 m toronyugrás                                            | 10 m toronyugrás        | 3 m szinkronugrás                                      | 3 m szinkronugrás  | 10 m szinkronugrás                                  | 10 m szinkronugrás |
| 1904 St. Louis      |                                                             |                 | George Herbert Sheldon                                      | USA                     |                                                        |                    |                                                     |                    |
| 1908 London         | Albert Zürner                                               | Német Birodalom | Hjalmar Johansson                                           | Svédország              |                                                        |                    |                                                     |                    |
| 1912 Stockholm      | Paul Günther                                                | Német Birodalom | Erik Alderz (egyszerű és összetett) Erik Alderz (5 és 10 m) | Svédország · Svédország |                                                        |                    |                                                     |                    |
| 1920 Antwerpen      | Louis Edward Kuehn (1 és 3 m) Clarence Pinkston (5 és 10 m) | USA · USA       | Arwid Wallman                                               | Svédország              |                                                        |                    |                                                     |                    |
| 1924 Párizs         | Albert Cosad White                                          | USA             | Richmond Eve (egyenes) Albert White (vegyes)                | USA · USA               |                                                        |                    |                                                     |                    |
| 1928 Amszterdam     | Peter Desjardins                                            | USA             | Peter Desjardins                                            | USA                     |                                                        |                    |                                                     |                    |
| 1932 Los Angeles    | Michael Galitzen                                            | USA             | Harold Smith                                                | USA                     |                                                        |                    |                                                     |                    |
| 1936 Berlin         | Richard Degener                                             | USA             | Marshall Wayne                                              | USA                     |                                                        |                    |                                                     |                    |
| 1948 London         | Bruce Ira Harlan                                            | USA             | Samuel Lee                                                  | USA                     |                                                        |                    |                                                     |                    |
| 1952 Helsinki       | David Browning                                              | USA             | Samuel Lee                                                  | USA                     |                                                        |                    |                                                     |                    |
| 1956 Melbourne      | Robert Lynn Clotworthy                                      | USA             | Joaqnin Capilla Pérez                                       | Mexikó                  |                                                        |                    |                                                     |                    |
| 1960 Róma           | Gary Tobian                                                 | USA             | Robert David Webster                                        | USA                     |                                                        |                    |                                                     |                    |
| 1964 Tokió          | Kenneth Sitzberger                                          | USA             | Robert David Webster                                        | USA                     |                                                        |                    |                                                     |                    |
| 1968 Mexikóváros    | Bernard Charles Wrightson                                   | USA             | Klaus Dibiasi                                               | Olaszország             |                                                        |                    |                                                     |                    |
| 1972 München        | Vlagyimir Vaszin                                            | Szovjetunió     | Klaus Dibiasi                                               | Olaszország             |                                                        |                    |                                                     |                    |
| 1976 Montréal       | Phillip Boggs                                               | USA             | Klaus Dibiasi                                               | Olaszország             |                                                        |                    |                                                     |                    |
| 1980 Moszkva        | Alekszandr Portnov                                          | Szovjetunió     | Falk Hoffmann                                               | NDK                     |                                                        |                    |                                                     |                    |
| 1984 Los Angeles    | Greg Louganis                                               | USA             | Greg Louganis                                               | USA                     |                                                        |                    |                                                     |                    |
| 1988 Szöul          | Greg Louganis                                               | USA             | Greg Louganis                                               | USA                     |                                                        |                    |                                                     |                    |
| 1992 Barcelona      | Mark Edward Lenzi                                           | USA             | Szun Su-vej                                                 | Kína                    |                                                        |                    |                                                     |                    |
| 1996 Atlanta        | Hsziung Ni                                                  | Kína            | Dmitrij Szautyin                                            | Oroszország             |                                                        |                    |                                                     |                    |
| 2000 Sydney         | Hsziung Ni                                                  | Kína            | Tien Liang (Tian Liang)                                     | Kína                    | Hsziao Haj-liang Hsziung Ni                            | Kína               | Igor Lukasin Dmitrij Szautyin                       | Oroszország        |
| 2004 Athén          | Peng Bo                                                     | Kína            | Hu Jia                                                      | Kína                    | Nikolaosz Sziranidisz Tomasz Bimisz                    | Görögország        | Liang Tian Csing Hui                                | Kína               |
| 2008 Peking         | He Chong                                                    | Kína            | Matthew Mitcham                                             | Ausztrália              | Wang Feng Csin Kaj                                     | Kína               | Yue Lin Liang Huo                                   | Kína               |
| 2012 London         | Ilja Zaharov                                                | Oroszország     | David Boudia                                                | USA                     | Lo Jü-tung (Luo Yutong) Csin Kaj (Qin Kai)             | Kína               | Cao Jüan (Cao Yuan) Csang Jen-csüan (Zhang Yanquan) | Kína               |
| 2016 Rio de Janeiro | Cao Jüan (Cao Yuan)                                         | Kína            | Csen Aj-szen (Chen Aisen)                                   | Kína                    | Chris Mears Jack Laugher                               | Egyesült Királyság | Csen Aj-szen (Chen Aisen) Lin Jüe (Lin Yue)         | Kína               |
| 2020 Tokió          | Hszie Sze-ji (Xie Siyi)                                     | Kína            | Cao Jüan (Cao Yuan)                                         | Kína                    | Vang Cung-jüan (Wang Zongyuan) Hszie Sze-ji (Xie Siyi) | Kína               | Tom Daley Matthew Lee                               | Egyesült Királyság |

#### Női versenyszámok
| Év, helyszín        | 3 m műugrás               | 3 m műugrás | 10 m toronyugrás                | 10 m toronyugrás | 3 m szinkronugrás                                  | 3 m szinkronugrás | 10 m szinkronugrás                                    | 10 m szinkronugrás |
| 1912 Stockholm      |                           |             | Margareta Johansson             | Svédország       |                                                    |                   |                                                       |                    |
| 1920 Antwerpen      | Aileen Riggin             | USA         | Stefani Fryland-Clausen         | Dánia            |                                                    |                   |                                                       |                    |
| 1924 Párizs         | Elizabeth Anna Becker     | USA         | Caroline Smith                  | USA              |                                                    |                   |                                                       |                    |
| 1928 Amszterdam     | Helen Meany               | USA         | Elizabeth Pinkston-Becker       | USA              |                                                    |                   |                                                       |                    |
| 1932 Los Angeles    | Georgia Coleman           | USA         | Dorothy Poynton                 | USA              |                                                    |                   |                                                       |                    |
| 1936 Berlin         | Marjorie Gestring         | USA         | Dorothy Hill-Poynton            | USA              |                                                    |                   |                                                       |                    |
| 1948 London         | Victoria Manalo Draves    | USA         | Victoria Manalo Draves          | USA              |                                                    |                   |                                                       |                    |
| 1952 Helsinki       | Patricia McCormick        | USA         | Patricia McCormick              | USA              |                                                    |                   |                                                       |                    |
| 1956 Melbourne      | Patricia McCormick        | USA         | Patricia McCormick              | USA              |                                                    |                   |                                                       |                    |
| 1960 Róma           | Ingrid Krämer             | NDK         | Ingrid Krämer                   | NDK              |                                                    |                   |                                                       |                    |
| 1964 Tokió          | Ingrid Engel-Krämer       | NDK         | Lesley Leigh Bush               | USA              |                                                    |                   |                                                       |                    |
| 1968 Mexikóváros    | Susan Gossick             | USA         | Milena Duchková                 | Csehszlovákia    |                                                    |                   |                                                       |                    |
| 1972 München        | Maxine Joyce King         | USA         | Ulrika Knape                    | Svédország       |                                                    |                   |                                                       |                    |
| 1976 Montréal       | Jennifer Chandler         | USA         | Jelena Vajcehovszkaja           | Szovjetunió      |                                                    |                   |                                                       |                    |
| 1980 Moszkva        | Irina Kalinyina           | Szovjetunió | Martina Jäschke                 | NDK              |                                                    |                   |                                                       |                    |
| 1984 Los Angeles    | Sylvie Bernier            | USA         | Csou Csi-hung                   | Kína             |                                                    |                   |                                                       |                    |
| 1988 Szöul          | Kao Min                   | Kína        | Hszü Jan-mej                    | Kína             |                                                    |                   |                                                       |                    |
| 1992 Barcelona      | Kao Min                   | Kína        | Vu Min-hszia                    | Kína             |                                                    |                   |                                                       |                    |
| 1996 Atlanta        | Vu Min-hszia              | Kína        | Vu Min-hszia                    | Kína             |                                                    |                   |                                                       |                    |
| 2000 Sydney         | Vu Min-hszia              | Kína        | Laura Wilkinson                 | USA              | Vera Iljina Julija Pahalina                        | Oroszország       | Li Na Hszüe Sang                                      | Kína               |
| 2004 Athén          | Kuo Csing-csing           | Kína        | Chantelle Newberry              | Ausztrália       | Kuo Csing-csing Vu Min-hszia                       | Kína              | Lao Li-si Li Ting                                     | Kína               |
| 2008 Peking         | Kuo Csing-csing           | Kína        | Csen Zso-lin                    | Kína             | Kuo Csing-csing Vu Min-hszia                       | Kína              | Vang Hszin Csen Zso-lin                               | Kína               |
| 2012 London         | Vu Min-hszia (Wu Minxia)  | Kína        | Csen Zso-lin                    | Kína             | He Ci Vu Min-hszia (Wu Minxia)                     | Kína              | Csen Zso-lin Vang Hao                                 | Kína               |
| 2016 Rio de Janeiro | Si Ting-mao (Shi Tingmao) | Kína        | Zsen Csien (Ren Qian)           | Kína             | Si Ting-mao (Shi Tingmao) Vu Min-hszia (Wu Minxia) | Kína              | Csen Zso-lin (Chen Ruolin) Liu Huj-hszia (Liu Huixia) | Kína               |
| 2020 Tokió          | Si Ting-mao (Shi Tingmao) | Kína        | Csüan Hung-csan (Quan Hongchan) | Kína             | Si Ting-mao (Shi Tingmao) Vang Han (Wang Han)      | Kína              | Csen Jü-hszi (Chen Yuxi) Csang Csia-csi (Zhang Jiaqi) | Kína               |

### Világbajnokságok

#### Férfi versenyszámok
| Év, helyszín       | 1 m                            | 1 m       | 3 m                            | 3 m         | 10 m                   | 10 m           | 3 m szinkron                                        | 3 m szinkron | 10 m szinkron                                     | 10 m szinkron |
| 1973 Belgrád       |                                |           | Phil Boggs                     | USA         | Klaus Dibiasi          | Olaszország    |                                                     |              |                                                   |               |
| 1975 Cali          |                                |           | Phil Boggs                     | USA         | Klaus Dibiasi          | Olaszország    |                                                     |              |                                                   |               |
| 1978 Nyugat-Berlin |                                |           | Phil Boggs                     | USA         | Greg Louganis          | USA            |                                                     |              |                                                   |               |
| 1982 Guayaquil     |                                |           | Greg Louganis                  | USA         | Greg Louganis          | USA            |                                                     |              |                                                   |               |
| 1986 Madrid        |                                |           | Greg Louganis                  | USA         | Greg Louganis          | USA            |                                                     |              |                                                   |               |
| 1991 Perth         | Edwin Jongjeans                | Hollandia | Kent Ferguson                  | USA         | Sun Shuwei             | Kína           |                                                     |              |                                                   |               |
| 1994 Róma          | Evan Stewart                   | Zimbabwe  | Yu Zhuocheng                   | Kína        | Dmitrij Szautyin       | Oroszország    |                                                     |              |                                                   |               |
| 1998 Perth         | Yu Zhuocheng                   | Kína      | Dmitrij Szautyin               | Oroszország | Dmitrij Szautyin       | Oroszország    | Sun Shuwei, Tian Liang                              | Kína         | Xu Hao, Yu Zhuocheng                              | Kína          |
| 2001 Fukuoka       | Vang Feng                      | Kína      | Dmitrij Szautyin               | Oroszország | Liang Tian             | Kína           | Bo Peng, Kenan Wang                                 | Kína         | Liang Tian, Jia Hu                                | Kína          |
| 2003 Barcelona     | Xu Xiang                       | Kína      | Alekszandr Dobroszkok          | Oroszország | Alexandre Despatie     | Kanada         | Alekszandr Dobroszkok, Dmitrij Szautyin             | Oroszország  | Matthew Helm, Robert Newbery                      | Ausztrália    |
| 2005 Montréal      | Alexandre Despatie             | Kanada    | Alexandre Despatie             | Kanada      | HU Jia                 | Kína           | HE Cson, Vang Feng                                  | Kína         | Dmitrij Dobroszkok, Gleb Galperin                 | Oroszország   |
| 2007 Melbourne     | Lo Jü-tung                     | Kína      | Csin Kaj                       | Kína        | Gleb Galperin          | Oroszország    | Csin Kaj, Vang Feng                                 | Kína         | HUO Liang, LIN Yue                                | Kína          |
| 2009 Róma          | Csin Kaj                       | Kína      | Ho Csung                       | Kína        | Tom Daley              | Nagy-Britannia | Csin Kaj, Vang Feng                                 | Kína         | HUO Liang, LIN Yue                                | Kína          |
| 2011 Sanghaj       | Li Si-hszin                    | Kína      | Ho Csung                       | Kína        | Csiu Po                | Kína           | Csin Kaj, Lo Jü-tung                                | Kína         | Huo Liang, Csin Po                                | Kína          |
| 2013 Barcelona     | Li Si-hszin                    | Kína      | Ho Csung                       | Kína        | Csiu Po                | Kína           | Csin Kaj, Ho Csung                                  | Kína         | Sascha Klein, Patrick Hausding                    | Németország   |
| 2015 Kazany        | Hszie Sze-ji                   | Kína      | Ho Csao                        | Kína        | Csiu Po                | Kína           | Cao Jüan, Csin Kaj                                  | Kína         | Csen Aj-szen, Lin Jüe                             | Kína          |
| 2017 Budapest      | Peng Csian-feng                | Kína      | Hszie Sze-ji                   | Kína        | Tom Daley              | Nagy-Britannia | Jevgenyij Kuznyecov, Ilja Zaharov                   | Oroszország  | Csen Aj-szen, Jang Hao                            | Kína          |
| 2019 Kvangdzsu     | Vang Cung-jüan (Wang Zongyuan) | Kína      | Hszie Sze-ji (Xie Siyi)        | Kína        | Jang Csien (Yang Jian) | Kína           | Cao Jüan (Cao Yuan), Hszie Sze-ji (Xie Siyi)        | Kína         | Cao Jüan (Cao Yuan), Csen Aj-szen (Chen Aisen)    | Kína          |
| 2022 Budapest      | Vang Cung-jüan (Wang Zongyuan) | Kína      | Vang Cung-jüan (Wang Zongyuan) | Kína        | Jang Csien (Yang Jian) | Kína           | Cao Jüan (Cao Yuan), Vang Cung-jüan (Wang Zongyuan) | Kína         | Lien Csün-csie (Lian Junjie), Jang Hao (Yang Hao) | Kína          |

#### Női versenyszámok
| Év, helyszín       | 1 m                      | 1 m         | 3 m                       | 3 m         | 10 m                     | 10 m        | 3 m szinkron                                        | 3 m szinkron | 10 m szinkron                                             | 10 m szinkron |
| 1973 Belgrád       |                          |             | Christa Köhler            | NDK         | Ulrike Knape             | Svédország  |                                                     |              |                                                           |               |
| 1975 Cali          |                          |             | Irina Kalinyina           | Szovjetunió | Janet Ely                | USA         |                                                     |              |                                                           |               |
| 1978 Nyugat-Berlin |                          |             | Irina Kalinyina           | Szovjetunió | Irina Kalinyina          | Szovjetunió |                                                     |              |                                                           |               |
| 1982 Guayaquil     |                          |             | Megan Neyer               | USA         | Wendy Wyland             | USA         |                                                     |              |                                                           |               |
| 1986 Madrid        |                          |             | Kao Min                   | Kína        | CSEN Lin                 | Kína        |                                                     |              |                                                           |               |
| 1991 Perth         | Kao Min                  | Kína        | Kao Min                   | Kína        | FU Ming-hszia            | Kína        |                                                     |              |                                                           |               |
| 1994 Róma          | CSEN Li-hszia            | Kína        | TAN Su-ping               | Kína        | FU Ming-hszia            | Kína        |                                                     |              |                                                           |               |
| 1998 Perth         | Irina Lasko              | Oroszország | Julija Pahalina           | Oroszország | Olena Zsupina            | Ukrajna     | Irina Lasko, Julija Pahalina                        | Oroszország  | Olena Zsupina, Szvetlana Szerbina                         | Ukrajna       |
| 2001 Fukuoka       | Blythe Hartley           | Kanada      | KUO Csing-csing           | Kína        | MIAN Hszu                | Kína        | Vu Min-hszia, KUO Csing-csing                       | Kína         | Qing Duan, Xue Sang                                       | Kína          |
| 2003 Barcelona     | Irina Lasko              | Ausztrália  | KUO Csing-csing           | Kína        | Emilie Heymans           | Kanada      | Vu Min-hszia, KUO Csing-csing                       | Kína         | LAO Li-si, LI Ting                                        | Kína          |
| 2005 Montréal      | Blythe Hartley           | Kanada      | KUO Csing-csing           | Kína        | Laura Ann Wilkinson      | USA         | LI Ting, KUO Csing-csing                            | Kína         | JIA Tong, PEJ Lin-juan                                    | Kína          |
| 2007 Melbourne     | Ho Ce                    | Kína        | KUO Csing-csing           | Kína        | VANG Hszin               | Kína        | Vu Min-hszia, KUO Csing-csing                       | Kína         | JIA Tong, Csen Zso-lin                                    | Kína          |
| 2009 Róma          | Julija Pahalina          | Oroszország | KUO Csing-csing           | Kína        | Paola Espinosa           | Mexikó      | Vu Min-hszia, KUO Csing-csing                       | Kína         | Csen Zso-lin, VANG Hszin                                  | Kína          |
| 2011 Sanghaj       | Si Ting-mao              | Kína        | Vu Min-hszia              | Kína        | Csen Zso-lin             | Kína        | Vu Min-hszia, Ho Ce                                 | Kína         | Vang Hao, Csen Zso-lin                                    | Kína          |
| 2013 Barcelona     | Ho Ce                    | Kína        | Ho Ce                     | Kína        | Sze Ja-csie              | Kína        | Vu Min-hszia, Ho Ce                                 | Kína         | Liu Huj-hszia, Csen Zso-lin                               | Kína          |
| 2015 Kazany        | Tania Cagnotto           | Olaszország | Si Ting-mao               | Kína        | Kim Kukhjang             | Észak-Korea | Si Ting-mao, Vu Min-hszia                           | Kína         | Csen Zso-lin, Liu Huj-hszia                               | Kína          |
| 2017 Budapest      | Maddison Keeney          | Ausztrália  | Si Ting-mao (Shi Tingmao) | Kína        | Cheong Jun Hoong         | Malajzia    | Csang Ja-ni (Chang Yani), Si Ting-mao (Shi Tingmao) | Kína         | Zsen Csi-an (Ren Qian), Sze Ja-csie (Si Yajie)            | Kína          |
| 2019 Kvangdzsu     | Csen Ji-ven (Chen Yiwen) | Kína        | Si Ting-mao (Shi Tingmao) | Kína        | Csen Jü-hszi (Chen Yuxi) | Kína        | Si Ting-mao (Shi Tingmao), Vang Han (Wang Han)      | Kína         | Lu Vej (Lu Wei), Csang Csia-csi (Zhang Jiaqi)             | Kína          |
| 2022 Budapest      | Li Ja-csie (Li Yajie)    | Kína        | Csen Ji-ven (Chen Yiwen)  | Kína        | Csen Jü-hszi (Chen Yuxi) | Kína        | Csang Ja-ni (Chang Yani), Csen Ji-ven (Chen Yiwen)  | Kína         | Csen Jü-hszi (Chen Yuxi), Csüan Hung-csan (Quan Hongchan) | Kína          |